# Секундомір (фільм)
«Секундомір» (рос. «Секундомер») — радянський чорно-білий художній фільм, поставлений на кіностудії «Ленфільм» у 1970 році режисером Резо Есадзе.

## Сюжет
Для знаменитого футболіста Лаврова прийшов час залишити великий спорт. Випадкова зустріч з однокласницею, в яку він був закоханий в роки своєї юності, ще не будучи відомим футболістом, змушує його зовсім інакше поглянути на минулі роки.

## У ролях
- Наталія Антонова —  Тетяна
- Микола Олялін —  Лавров
- Ліліана Альошнікова —  Тамара
- Валерія Бєскова —  Віра
- Олег Каравайчук —  продавець в магазині «Стара книга»
- Хенрікас Кураускас —  Петро Євдокимович Баулін, тренер
- Ольга Кобелєва —  Ніна
- Ірина Куберська —  Ася, дружина Михайла
- Сергій Мучеников —  Міша, чоловік Асі
- Геннадій Полока —  Семен
- Едуард Тишлер —  футболіст
- Олег Хроменков —  Вася, веселун-фокусник, чоловік Віри
- Михайло Яншин —  актор Михайло Яншин
- Вадим Вільський — другий адміністратор

## Знімальна група
- Сценарій —  Леонід Зорін
- Постановка — Резо Есадзе
- Головний оператор —  Валерій Федосов
- Головний художник —  Борис Биков
- Композитор —  Олега Каравайчук